# Sendangagung (Minggir)
Sendangagung is een bestuurslaag in het regentschap Sleman van de provincie Jogjakarta, Indonesië. Sendangagung telt 7306 inwoners (volkstelling 2010).